# Вулиця Гоголя (Київ, Солом'янський район)
Ву́лиця Го́голя — вулиця у Солом'янському районі міста Києва, селище Жуляни. Пролягає від вулиці Отця Анатолія Жураковського до вулиці Анатолія Лупиноса. Має форму літери Г.

## Історія
Виникла не раніше 1950-х років під сучасною назвою, на честь російського письменника Миколи Гоголя, як одна з нових вулиць села Жуляни.